# Adesua Etomiová
Adesua Etomiová, celým jménem Tolulope Adesua Etomi-Wellington (* 22. února 1988 Owerri), je nigerijská herečka. 
Po otci pochází z etnika Esanů a z matčiny strany má jorubský původ. Jako její rok narození je uváděn 1988, i když v rozhovoru pro Pulse Nigeria uvedla, že je o dva roky starší. Od sedmi let navštěvovala divadelní kroužek. V roce 2009 dokončila studium herectví  na Wolverhamptonské univerzitě v Anglii. Zpočátku hrála v divadle, se souborem Daga Tiata vystoupila v inscenaci Chaucerovy Mlynářovy povídky na Edinburgh Festival Fringe. Po návratu do Nigérie účinkovala v televizních seriálech a dabingu. Jejím prvním celovečerním nollywoodským filmem byl v roce 2014 Knocking on Heaven's Door.
Za roli ve filmu Niyi Akinmolayana Falling získala v roce 2016 cenu Africa Magic Viewers' Choice Awards. Dvakrát byla nominována na Africa Movie Academy Awards pro herečku v hlavní roli (2016 za Falling a 2023 za Gangs of Lagos) a v roce 2019 získala cenu pro herečku ve vedlejší roli za ztvárnění postavy Adekemi v politickém thrilleru King of Boys.
Jejím manželem je zpěvák a herec Banky W. a mají spolu dvě děti.

## Filmografie
- 2014 Knocking On Heaven's Door
- 2015 Falling
- 2015 A Soldier's Story
- 2016 Couple Of Days
- 2016 The Arbitration
- 2016 Something Wicked
- 2016 The Wedding Party
- 2016 Ayamma
- 2017 10 Days In Sun City
- 2018 Date Night
- 2018 King of Boys
- 2018 Up North
- 2019 Muna
- 2019 The Set Up
- 2022 The Perfect Arrangement
- 2023 Gangs of Lagos
- 2024 Japa